# Gene Simmons
Gene Simmons (født Chaim Witz, 25 august 1949), er en israelsk-amerikansk bassist, vokalist, skuespiller og vært. Han er bedst kendt som bassist og vokalist i rock-bandet, KISS. Han er meget kendt for sin yderst usædvanligt lange tunge, som han tit rækker ud under live shows. Han bor i Beverly Hills, Californien sammen med sin kone den tidligere Playboy Playmate Shannon Tweed. Han har en søn, Nick Simmons (født 22. januar, 1989) og datter, Sophie Simmons (født 7. juli, 1992).